# Soul Revolution Part II
Soul Revolution Part II (також відомий як Soul Revolution; укр. Революція душі) — третій студійний альбом ямайського реґі-гурта The Wailers, випущений 1971 року; його продюсував Лі «Скретч» Перрі. 

## Опис
На обкладинках усіх перших релізів альбом називався Soul Revolution Part II, однак пізніше обкладинки деяких релізів мали назву Soul Revolution, що призвело до плутанини, яка правильна назва в альбому. Даб-версію з вилученим вокалом випустили як альбом Soul Revolution Part II Dub; обидві версії випустили в одному наборі 1988 року. 1973 року альбом перевидали з додатковими записами під назвою African Herbsman.

## Список композицій
Автор музики і слів Боб Марлі, якщо не зазначено іншого. 
| Сторона «А» | Сторона «А»                                                                                    | Сторона «А»                                     | Сторона «А» |
| #           | Назва                                                                                          | Автор(и)                                        | Тривалість  |
| ----------- | ---------------------------------------------------------------------------------------------- | ----------------------------------------------- | ----------- |
| 1.          | «Keep on Moving»                                                                               | Лі «Скретч» Перрі, Рейнфорд Г’ю, Кертіс Мейфілд | 3:09        |
| 2.          | «Don't Rock My Boat» (версія цієї пісні з'явилася на альбомі Kaya (1978) як «Satisfy My Soul») |                                                 | 4:33        |
| 3.          | «Put It On»                                                                                    |                                                 | 3:34        |
| 4.          | «Fussing and Fighting»                                                                         |                                                 | 2:29        |
| 5.          | «Duppy Conqueror V/4» (версія пісні «Duppy Conqueror», у якій прибрали частини вокалу)         |                                                 | 3:25        |
| 6.          | «Memphis»                                                                                      |                                                 | 2:09        |

| Сторона «Б» | Сторона «Б»                                                | Сторона «Б»                    | Сторона «Б» |
| #           | Назва                                                      | Автор(и)                       | Тривалість  |
| ----------- | ---------------------------------------------------------- | ------------------------------ | ----------- |
| 7.          | «Riding High»                                              | Невілл Лівінгстон, Коул Портер | 2:46        |
| 8.          | «Kaya» (також з’явилася на однойменному альбомі 1978 року) |                                | 2:39        |
| 9.          | «African Herbman»                                          | Річі Гевенс                    | 2:24        |
| 10.         | «Stand Alone»                                              |                                | 2:12        |
| 11.         | «Sun Is Shining»                                           |                                | 2:11        |
| 12.         | «Brain Washing»                                            |                                | 2:41        |

У піснях «Riding High» і «Brain Washing» головний вокаліст — Банні Вейлер.

## Soul Revolution Part II Dub
Soul Revolution Part II Dub — це даб-версія Soul Revolution Part II із вилученим вокалом. У композиції «Memphis», яка вокалу і так не мала, головне музичне соло Пітера Тоша видалили, аби створити нову інструментальну версію. Цей альбом спочатку випустили лише на Ямайці. Інструментальну версію альбому спочатку випустили в обмеженому тиражі на Upsetter Records. 2004 року цей альбом випустили як «Upsetter Revolution Rhythm» на компакт-дисках: до старих композицій додали один бонус-трек: «Kaya version alternate mix».

## Учасники запису
The Wailers
- Боб Марлі — вокал
- Пітер Тош — вокал, мелодика
- Банні Лівінгстон — вокал

Інші музиканти
- Альва Льюїс — гітара
- Глен Адамс[en] — клавішні
- Астон Барретт[en] — бас
- Карлтон Барретт[en] — ударні

Виробництво
- Лі Перрі — продюсер
- Еррол Томпсон[en] — інженер